# Provinz Ascope
Die Provinz Ascope liegt in der Region La Libertad im Nordwesten von Peru. Die Provinz wurde im Jahr 1984 gegründet. Sie hat eine Fläche von 2655,75 km². Bei der Volkszählung 2017 lebten 115.786 Menschen in der Provinz. Im Jahr 1993 lag die Einwohnerzahl bei 108.976, im Jahr 2007 bei 116.229. Verwaltungssitz ist die Stadt Ascope.

## Geographische Lage
Die Provinz Ascope liegt 30 km nordnordwestlich der Großstadt Trujillo in der ariden Küstenregion Perus. Sie erstreckt sich über einen etwa 45 km breiten Küstenabschnitt an der Pazifikküste im Nordwesten der Region La Libertad. Die Provinz reicht bis zu 64 km ins Landesinnere. Der Fluss Río Chicama durchfließt die Provinz in westsüdwestlicher Richtung. Im Landesinneren erheben sich die Berge der peruanischen Westkordillere.
Die Provinz Ascope grenzt im Nordwesten an die Provinz Pacasmayo, im Nordosten an die Provinz Contumazá (Region Cajamarca), im Osten an die Provinzen Gran Chimú und Otuzco sowie im Südosten an die Provinz Trujillo.

## Verwaltungsgliederung
Die Provinz Ascope gliedert sich in folgende acht Distrikte. Der Distrikt Ascope ist Sitz der Provinzverwaltung.
| Distrikt         | Verwaltungssitz  |
| ---------------- | ---------------- |
| Ascope           | Ascope           |
| Casa Grande      | Casa Grande      |
| Chicama          | Chicama          |
| Chocope          | Chocope          |
| Magdalena de Cao | Magdalena de Cao |
| Paiján           | Paiján           |
| Rázuri           | Puerto Malabrigo |
| Santiago de Cao  | Santiago de Cao  |